# Tomasz Matuszewski
Tomasz Matuszewski (ur. 1969) – polski hokeista, trener.
Zawodnik grający na pozycji obrońcy. W swojej karierze bronił barw pierwszoligowych drużyn – Łódzkiego Klubu Sportowego oraz Towimor Toruń, a także ponadto zawodnik Boruty Zgierz i ŁKH Łódź.
Od sierpnia 2014 trener drużyny ŁKH Łódź.